# Helicoverpa uniformis
Helicoverpa uniformis är en fjärilsart som beskrevs av Hans Daniel Johan Wallengren 1860. Helicoverpa uniformis ingår i släktet Helicoverpa och familjen nattflyn. Inga underarter finns listade i Catalogue of Life.